# 韋斯特福德鎮區 (明尼蘇達州馬丁縣)
韋斯特福德鎮區（英語：Westford Township）是位於美國明尼蘇達州馬丁縣的一個行政鎮區。

## 地方資料
韋斯特福德鎮區的面積為94.89平方千米，當中陸地面積為93.97平方千米，而水域面積為0.92平方千米。根據2020年美國人口普查的數據，當地共有人口255人，而人口密度為每平方千米2.69人。